# Calumbi
Calumbi là một đô thị thuộc bang Pernambuco, Brasil. Đô thị này có diện tích 221 km², dân số năm 2007 là 7675 người, mật độ 34,73 người/km².